# Paclobutrazol
Paclobutrazol (PBZ) és un compost químic utilitzat com a retardant del creixement de les plantes cultivades i és un fungicida triazol. És principalment un antagonista de la fitohormona giberel·lina. Actua inhibint la biosíntesi de la giberel·lina, reduint el creixement dels entrenusos de les plantes per a fer que les tiges esdevinguin més fortes. També accelera el creixement de les arrels, causa un brot dels fruits més primerenc i incrementa la formació de llavors en plantes com la tomaquera i la pebrotera. El PBZ també s'ha demostrat que redueix el dany per glaçades.
El PBZ incrementa, fins i tot, la resistència a la sequera, fa que les fulles adquireixin un color verd més fosc, i fa que les plantes esdevinguin més resistents a fongs i bacteris.

## Mètodes d'aplicació
El paclobutrazol normalment s'aplica al sòl per a ser transportat per les arrels a través del xilema. Les aplicacions foliars són poc efectives. Les llavors poden ser submergides en PBZ per reduir el creixement de plàntules.